# Kosciuszko Street
Kosciuszko Street (nazwa wymawiana jako /kɒzˈjuːskoʊ/) – stacja metra nowojorskiego, na linii J. Znajduje się w dzielnicy Brooklyn, w Nowym Jorku i zlokalizowana jest pomiędzy stacjami Gates Avenue i Myrtle Avenue. Została otwarta 25 czerwca 1888.